# ديفيد فرنسيس
ديفيد فرنسيس (بالإنجليزية: David Francis)‏ (12 ديسمبر 1958 في أستراليا)؛ روائي أسترالي.